# Patria
Patria Abp är en finsk försvarskoncern. Koncernen ägs av den finska staten (50,1%) samt den norska försvarskoncernen Kongsberg Defence & Aerospace AS (49,9%). Patrias historia började 1921 med grundandet av det finska flygvapnets flygplansfabrik på Sveaborg. Verksamheten inleddes med licenstillverkning av det tyska flygplanet Hansa-Brandenburg.

## Företagsfakta
Svenska Försvarets materielverk gjorde en 2009 en beställning på 113 enhetsstridsfordon med en option för samma antal fordon till, men på grund av ett överklagande från BAE Systems Hägglunds beslutade Länsrätten i Stockholms län att upphandlingen behövde göras om. Den 13 augusti 2010 meddelade Försvarets materielverk att Patria med fordonet Patria XA-360 AMV vunnit den nya upphandlingen, framför bland annat Hägglunds modell Alligator. I avtalet ingår även en industrisamverkan på 100 procent, det vill säga att bland annat motorerna till fordonen kommer att levereras av Scania, pansarstål av SSAB samt skydd av Åkers Krutbruk Protection AB. Totalt rör det sig om 113 fordon med ett beställningsvärde på cirka 2,5 miljarder kr, som ska levereras från 2012 och vara operativa i Armén 2014. Vidare finns det även en option på ytterligare 113 fordon. Dock så stoppade Förvaltningsrätten i Stockholm affären tillfälligt den 23 augusti 2010, efter att schweiziska MOWAG lämnat in en överklagan.